# Mały Żlebek

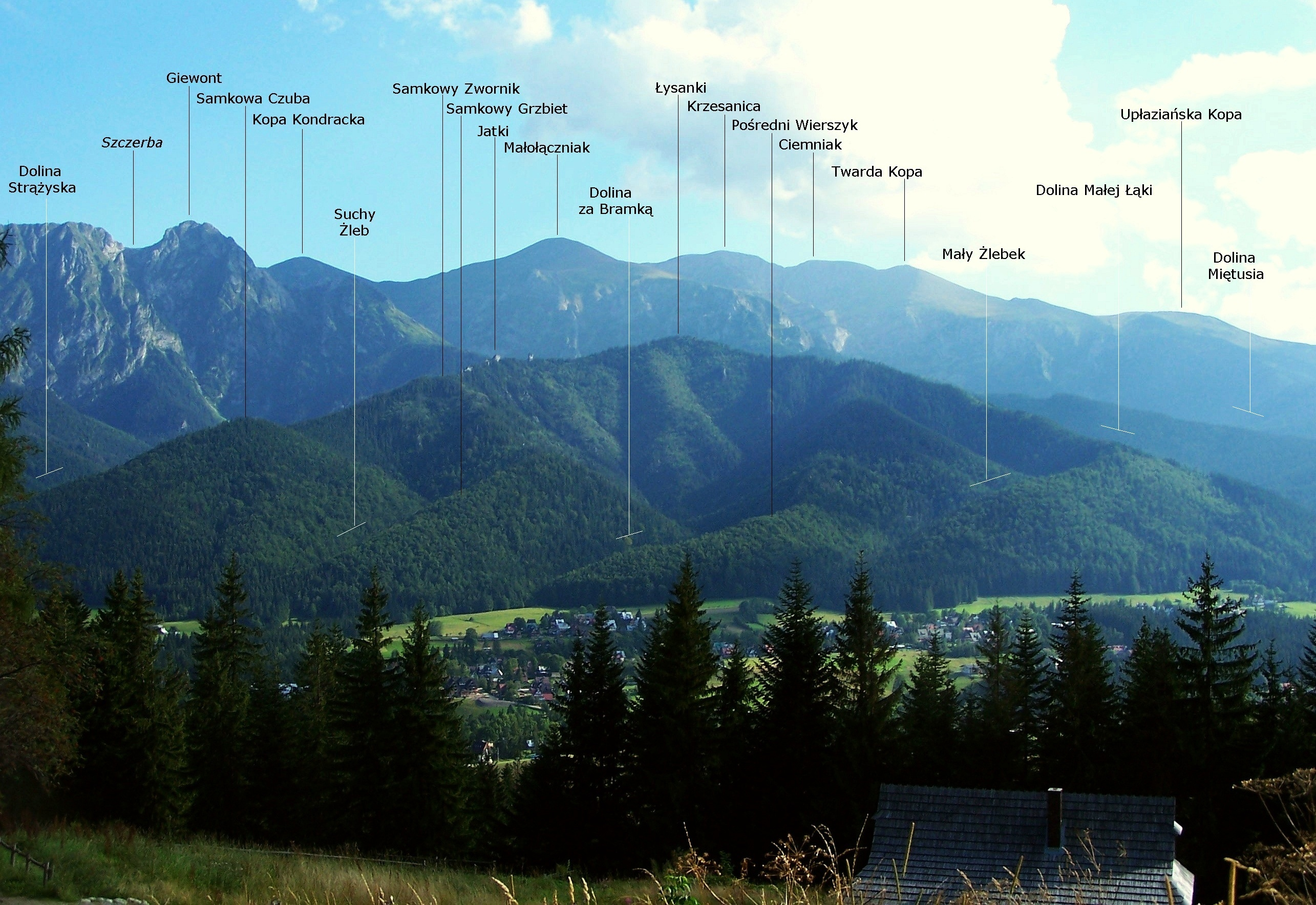
Widok z Pasma Gubałowskiego

Mały Żlebek – niewielka reglowa dolina w polskich Tatrach Zachodnich. Jest jedną z trzech dolin Łysanek, najbardziej zachodnią. Od wschodniej strony jej obramowanie tworzy grzbiet Pośredniego Wierszyka, oddzielający ją od Doliny za Bramką, od zachodniej północno-zachodni grzbiet Łysanek oddzielający ją od Doliny Małej Łąki. Mały Żlebek to wąska dolinka o krętym przebiegu. Początkowo opada w północno-zachodnim kierunku, niżej skręca w kierunku północno-wschodnim i uchodzi do Rowu Zakopiańskiego przy Drodze pod Reglami na wysokości około 924 m n.p.m., powyżej osiedla Stare Krzeptówki. W dolince tej ma swoje źródła Krzeptowski Potok.
Mały Żlebek znajduje się na obszarze ochrony ścisłej Regle Zakopiańskie Tatrzańskiego Parku Narodowego i jest całkowicie zalesiony. Nie prowadzi przez niego szlak turystyczny, jedynie Droga pod Reglami przechodzi przez wylot dolinki. W dolince odkryto dwie niewielkie jaskinie: Schron w Małym Żlebku i Schronisko w Małym Żlebku.